# Роберт Каліна
Роберт Каліна (нім. Robert Kalina; нар. 29 червня 1955) — австрійський графік і дизайнер. Він розробив дизайн для банкнот євро, який був обраний переможцем 3 грудня 1996 року консиліумом Європейського монетарного інституту серед 44 конкурсних робіт. Каліна також розробив ескізи банкнот для Австрійського шилінга, Азербайджанського маната, Конвертованої марки Боснії і Герцеговини та Сирійського фунта серії 2010 року.